# 593 v.Chr.
Het jaar 593 v.Chr. is een jaartal volgens de christelijke jaartelling.

## Gebeurtenissen

### Egypte
- Koning Aspelta (593 - 568 v.Chr.) regeert over het koninkrijk Koesj.
- De vloot die door Necho II gestuurd is om rond Afrika te varen, keert terug in de Nijl-delta.

### Griekenland
- Solon vervangt de draconische wetgeving in Athene.
- Dropides wordt benoemd tot archont van Athene.

## Overleden
- Anlamani, koning van Nubië